# Simone Velasco
Simone Velasco (* 2. prosince 1995) je italský profesionální silniční cyklista jezdící za UCI WorldTeam Astana Qazaqstan Team.

## Hlavní výsledky
2013
vítěz Trofeo Città di Loano
vítěz Grand Prix dell'Arno
2. místo Trofeo Dorigo Porte
Giro della Lunigiana
5. místo celkově
2014
2. místo Trofeo Edil C
2015
vítěz Coppa della Pace
vítěz Ruota d'Oro
2. místo Gran Premio di Poggiana
2. místo GP Capodarco
Giro della Regione Friuli Venezia Giulia
4. místo celkově
8. místo Trofeo Città di San Vendemiano
2017
9. místo Trofeo Matteotti
2018
5. místo Trofeo Matteotti
Kolem Chaj-nanu
7. místo celkově
10. místo Gran Piemonte
2019
vítěz Trofeo Laigueglia
Settimana Internazionale di Coppi e Bartali
vítěz 3. etapy
3. místo Coppa Sabatini
8. místo Gran Premio di Lugano
10. místo Giro dell'Appennino
10. místo Memorial Marco Pantani
2020
4. místo Trofeo Matteotti
7. místo Memorial Marco Pantani
2021
2. místo Tour du Jura
4. místo Giro dell'Appennino
4. místo Coppa Ugo Agostoni
Tour du Limousin
6. místo celkově
vítěz 3. etapy
Giro di Sicilia
6. místo celkově
6. místo Gran Premio di Lugano
7. místo Coppa Sabatini
Sazka Tour
9. místo celkově
9. místo Giro del Veneto
2023
Národní šampionát
 vítěz silničního závodu
4. místo časovka
Volta a la Comunitat Valenciana
vítěz 3. etapy
2. místo Trofeo Matteotti
3. místo Circuito de Getxo
Vuelta a Castilla y León
5. místo celkově
5. místo Grand Prix Cycliste de Montréal
10. místo Memorial Marco Pantani
2024
3. místo Figueira Champions Classic

### Výsledky na Grand Tours
| Grand Tour      | 2022 | 2023 | 2024 |
| --------------- | ---- | ---- | ---- |
| Giro d'Italia   | —    | 26   | 32   |
| Tour de France  | 30   | —    |      |
| Vuelta a España | —    | —    |      |

| —   | Nezúčastnil se |
| DNF | Nedokončil     |